# Thamnophis proximus
La culebra listonada occidental  (Thamnophis proximus) es una especie de serpiente que pertenece a la familia Natricidae. Es nativa de Estados Unidos, México, Guatemala, Belice, El Salvador, Honduras, Nicaragua y Costa Rica. Ocurre en una amplia variedad de hábitats, por lo general cerca de cuerpos de agua, tales como arroyos, lagos, estanques, pantanos, y acequias. Su rango altitudinal oscila entre 0 y 2500 m s. n. m.. Es una serpiente terrestre, ovovivípara y semiacuática que se alimenta de lombrices, cangrejos, lagartijas, peces, ranas y renacuajos.

## Taxonomía
Se reconocen las siguientes subespecies:
- T. proximus alpinus Rossman, 1963
- T. proximus diabolicus Rossman, 1963
- T. proximus orarius Rossman, 1963
- T. proximus proximus (Say, 1823)
- T. proximus rubrilineatus Rossman, 1963
- T. proximus rutiloris (Cope, 1885)